# トゥインクルドーム
トゥインクルドームとはコナミが開発したドーム型のプッシャーメダルゲーム。

## 遊び方
横に動くプッシャーフィールドにメダルを投入し、真ん中の緑のチャッカーにメダルを落とすと7セグメントのスロットが回転する。（ストックの最大は4）メダルを払い出すときは噴水のようにメダルが出てテーブルから出たメダルがテーブル周りのディスクが遠心力で当たったステーションに払い出す。
- 000、222、444、666、888

メダルをフィールドに払い出し、スロットが橙色に変わる。2つの橙色のチャッカーが有効になる。高確率でリーチになるチャンスが７回続く。
- 111、333、555、999

メダルをフィールドに払い出し、確変モードに突入する。なお、333、555当たりはWINゾーン（プレーヤー側に落ちるメダル）にメダルが払い出される。（フィールドとは逆側）
- 777

センターテーブルが激しく回りだし、大量にメダルを払い出す。（約250～300枚程度）
リーチをはずすとステップが1つ進む。7回リーチを外すと確変モードに突入する。
- 確変モード

777以外の奇数がそろうか、リーチを7回はずすと、スロットが赤に変わり、高確率でスロットが当たるモードに突入し、偶数が当たるまで確変モードが続く。